# Soiuz TM-32
La missió Soiuz TM-32 fou una missió espacial russa amb tripulació llançada el 28 d'abril de 2001. El seu objectiu era transportar una nova tripulació i subministraments a l'Estació Espacial Internacional. Aquesta missió va marcar una fita per ser la nau que va portar a Dennis Tito a l'espai com el primer turista espacial de pagament.

## Tripulació

### Enlairament
- Talgat Mussabàiev (3) - Comandant - Kazakhstan
- Iuri Baturin (2) - Enginyer de Vol
- Dennis Tito (1) - turista espacial -  Estats Units

### Aterratge
- Víktor Afanàssiev (4) - Comandant
- Claudie Haigneré (2) - Enginyer de Vol -  França
- Konstantín Kozeiev (1)

 (1) nombre de vols espacials completats per cada tripulant, incloent aquesta missió.

## Configuració de la missió
- Massa:  ? kg
- Perigeu:  193 km
- Apogeu:  247 km
- Inclinació :  51,6°
- Període orbital:  88,6 min

### Acoblament amb la ISS
- Acoblat a la ISS: 30 d'abril de 2001, 07:58 UTC (al port nadir del mòdul Zarià)
- Desacoblat de la ISS: 19 d'octubre de 2001, 10:48 UTC (des del port nadir del mòdul Zarià)
- Acoblat a la ISS: 19 d'octubre de 2001, 11:04 UTC (al mòdul Pirs)
- Desacoblat de la ISS: 31 d'octubre de 2001, 01:38 UTC (des del mòdul Pirs)

## Resum de la missió
La TM-32 va portar una tripulació de tres homes (dos russos i un americà, aquest últim no era un astronauta professional) a l'Estació Espacial Internacional, ISS. Es va acoblar automàticament amb la ISS a les 07:57 UTC del 30 d'abril de 2001, just unes poques hores després que el transbordador espacial Endeavour en la missió STS-100 es desacoblà. La nova tripulació va romandre a l'estació durant una setmana i va tornar a la soiuz TM-31, que havia estat acoblada a l'estació, o prop d'ella, des de novembre de 2000 funcionant com a "bot salvavides" per a la tripulació a bord (expedició 1 i 2).
Com un nou bot salvavides per a l'expedició 2 i després per a l'expedició 3, la TM-32 va romandre acoblada a l'estació durant sis mesos (excepte durant un petit període quan va ser desplaçada entre els ports d'atracament) i finalment, el 31 d'octubre, va portar de tornada a casa dos cosmonautes i un astronauta de la ESA que havia arribat una setmana abans a la Soiuz TM-33.